# Pendra
Pendra fou un estat tributari protegit del tipus zamindari al districte de Bilaspur a les Províncies Centrals, a les muntanyes Vindhya, si bé en la major part a un altiplà, amb una superfície de 1.515 km², i 200 pobles amb una població de 43.868 habitants el 1881. El sobirà és un raja gond que va rebre el feu al segle XVI dels haihai-bansi de Ratanpur. La capital era la població de Pendra, situada a 22° 47′ N, 82° 00′ E / 22.783°N,82.000°E a la carretera entre Bilaspur i Rewa, que inclou les ruïnes d'una fortalesa.